# Eisgrundsberg
Der Eisgrundsberg ist ein 268,9 m ü. NHN hoher Berg im Teutoburger Wald bei Bielefeld-Lämershagen.

## Geographie
An der Ostflanke des Eisgrundsbergs verläuft die A2 über den Pass „Bielefelder Berg“, welcher zwischen dem Eisgrundsberg und dem östlichen Nachbargipfel Auf dem Polle (320 m) liegt. Der Berg liegt im Östlichen Teutoburger Wald. Westlich befindet sich der Hellegrundsberg (276 m).